# Thelypteris diplazioides
Thelypteris diplazioides là một loài thực vật có mạch trong họ Thelypteridaceae. Loài này được (Moritz ex Mett.) Ching miêu tả khoa học đầu tiên năm 1941.